# Stazione di Cama
La stazione di Cama era una stazione ferroviaria posta lungo la ex linea ferroviaria a scartamento ridotto Bellinzona-Mesocco chiusa nel 1972, era a servizio del comune di Cama.

## Storia
La stazione aperta il 6 maggio 1907, della prima tratta da Bellinzona a Lostallo per il completamento della linea Bellinzona-Mesocco e chiusa il 27 maggio 1972 al traffico viaggiatori. Dal 1995 è stata riattivata come capolinea delle linea insieme alla tratta fra Castione e Cama al traffico turistico e dismessa definitivamente il 27 ottobre 2013.

## Strutture ed impianti
Era costituita da un fabbricato viaggiatori e i due binari sono stati smantellati.